# Lineodes undulata
Lineodes undulata là một loài bướm đêm trong họ Crambidae.